# Фрідріх III (герцог Верхньої Лотарингії)
Фрідріх (Феррі) III (нім. Friedrich III., фр. Ferry III; між 1017 та 1020 — 22 травня 1033) — 4-й герцог Верхньої Лотарингії в 1026—1033 роках.

## Життєпис
Походив з Арденнського дому, його Барруанської гілки. Єдиний син Фрідріха II, герцога Верхньої Лотарингії та графа Бара, й Матильди з роду Конрадінів. Народився між 1017 та 1020 роками. 
У 1026 році помер батько. Фрідріх можливо опинився під опікою діда Тьєррі I, який на той час, на думку низки дослідників, був живим. За іншою версією регентшею Фрідріха III стала його мати.
Про нього відомостей обмаль. 1032 року оголошений повнолітнім й вступив в панування над герцогством Верхня Лотарингія і Барським графством. Проте 1033 року за невідомих обставин помер. Графство Бар було передано його сестрі Софії та її чоловікові графу Людовику Монбельярському, а герцогство Гоцело I — представнику Верденської гілки Арденнського дому.